# Fairfax (Iowa)
Pour les articles homonymes, voir Fairfax.
Fairfax est une ville du  comté de Linn, en Iowa, aux États-Unis. Elle est fondée en 1863 et incorporée le 11 août 1930.

## Source de la traduction
- (en) Cet article est partiellement ou en totalité issu de l’article de Wikipédia en anglais intitulé « Fairfax, Iowa » (voir la liste des auteurs).